# 孤若花鱂
孤若花鱂，為輻鰭魚綱鯉齒目鯉齒亞目花鳉科若花鱂屬的其中一種，該物種分布於中美洲墨西哥的淡水流域，屬雜食性，生活習性不明。

## 擴展閱讀
維基物種上的相關：孤若花鱂